# David Johnson (jogador de futebol americano)
David Jerome Johnson Sr. (nascido em 16 de dezembro de 1991) é um jogador aposentado de futebol americano que jogava como running back da National Football League (NFL).
Ele jogou futebol americano universitário na Universidade do Norte de Iowa e foi selecionado pelo Arizona Cardinals na terceira rodada do Draft da NFL de 2015.

## Primeiros anos
Johnson frequentou a Clinton High School em Clinton, Iowa, onde era uma estrela de três esportes: futebol americano, atletismo e basquete.
Ele jogou como Running Back e Defensive back pelo time de futebol americano da escola e estabeleceu inúmeros recordes, incluindo mais touchdowns em uma temporada, mais recepções, mais jardas recebidas.
Quando estava em seu último ano, Johnson levou Clinton a um recorde de 11-1, contribuindo com 42 touchdowns. Por seus esforços, ele foi selecionado como o Melhor Jogador Ofensivo de Clinton em 2009.
Em quatro temporadas, Johnson compilou 4.682 jardas jardas terrestres (5,4 jardas por corridas) e 49 touchdowns, juntamente com 1.734 jardas recepção e 14 touchdowns.
Ele foi convidado a jogar no All-Star Game Shrine Bowl de 2010, onde mostrou excelente visão e velocidade. Academicamente, Johnson manteve um GPA de 3,0 no ensino médio.
No atletismo, Johnson conquistou o segundo lugar nos revezamentos 4 × 200 e 4 × 400 nos Drake Relays de 2009, enquanto também registrava o melhor tempo pessoal de 11,03 segundos nos 100 metros. No Campeonato Estadual do Estado de Iowa em 2009, ele ficou em nono nas rodadas preliminares dos 200 metros com um tempo de 22,34 segundos.
No basquete, Johnson ajudou a liderar os River Kings ao torneio estadual com uma média de 15,7 pontos e 7,9 rebotes por jogo.
Johnson se comprometeu com a Universidade do Norte de Iowa para jogar futebol americano universitário. A única outra escola a oferecer uma bolsa atlética a Johnson era aUniversidade Estadual de Illinois.

## Carreira na faculdade
Depois de não jogar em seu primeiro ano, Johnson jogou em 13 jogos como calouro em 2011. Ele teve 179 corridas para 822 jardas com nove touchdowns e 33 recepções para 422 jardas e três touchdowns.
Em seu segundo ano, Johnson foi titular em sete dos 12 jogos que jogou. Ele terminou o ano com 1.021 jardas terrestre e 13 touchdowns.
Em seu terceiro ano, Johnson foi titular em 10 de 11 jogos que jogou e correu para 1.286 jardas em 222 corridas.
Em seu último ano, Johnson correu para 1.553 jardas em 287 corridas com 17 touchdowns e retornou 12 kickoffs para 438 jardas (média de 36,5) e um touchdown. Durante essa temporada, ele estabeleceu vários recordes da universidade, incluindo jardas corridas, touchdowns terrestres e jardas totais.

### Estatísticas da faculdade
| David Johnson | David Johnson | David Johnson | Correndo   | Correndo | Correndo | Correndo | Recebendo | Recebendo | Recebendo |
| Ano           | Equipe        | Jogos         | Tentativas | Jardas   | Média    | TDs      | Recepções | Jardas    | TDs       |
| ------------- | ------------- | ------------- | ---------- | -------- | -------- | -------- | --------- | --------- | --------- |
| 2011          | Northern Iowa | 13            | 179        | 822      | 4.6      | 9        | 33        | 422       | 3         |
| 2012          | Northern Iowa | 11            | 178        | 1.021    | 5,7      | 13       | 32.       | 383       | 5         |
| 2013          | Northern Iowa | 11            | 222        | 1.286    | 5,8      | 10       | 38.       | 393       | 4         |
| 2014          | Northern Iowa | 14            | 287        | 1.553    | 5.4      | 17       | 38.       | 536       | 2         |
| Total         | Total         | 50.           | 866        | 4.682    | 5.4      | 49.      | 141       | 1.734     | 14        |

## Carreira profissional
Depois de uma carreira de destaque na UNI, Johnson se declarou para o Draft da NFL de 2015 e foi projetado para ser uma escolha de segunda ou terceira rodada depois de um promissor NFL Combine.
O Arizona Cardinals selecionou Johnson na terceira rodada (86ª escolha geral) no Draft de 2015. Ele foi o sétimo running back a ser selecionado naquele ano.
| Altura                          | Peso   | Comprimento do braço | Tamanho da mão | Corrida de 40 Jardas | Corrida de 10 Jardas | Corrida de 20 Jardas | 20-ss  | 3-cone | Salto Vertical | Amplo  | BP      |
| ------------------------------- | ------ | -------------------- | -------------- | -------------------- | -------------------- | -------------------- | ------ | ------ | -------------- | ------ | ------- |
| 1.84 m                          | 102 kg | 0.79 m               | 0.24 m         | 4.50 s               | 1.55 s               | 2.58 s               | 4.27 s | 6.82 s | 1.05 m         | 3.23 m | 25 reps |
| Todos os valores da NFL Combine |        |                      |                |                      |                      |                      |        |        |                |        |         |

### Temporada de 2015
Em 18 de maio de 2015, Johnson assinou um contrato de US $ 2,9 milhões por quatro anos, com um bônus de assinatura de US $ 639,373.
Johnson abriu a temporada como o quarto running back atrás dos veteranos Andre Ellington, Chris Johnson e Stepfan Taylor. Em 13 de setembro de 2015, Johnson jogou em seu primeiro jogo profissional, contra o New Orleans Saints, e terminou a abertura da temporada com uma recepção para um touchdown de 55 jardas. Na semana seguinte, ele recebeu mais tempo de jogo contra o Chicago Bears depois que Ellington se machucou. Ele carregou a bola cinco vezes por 42 jardas e marcou seu primeiro touchdown terrestre em uma vitória por 48-23. Além disso, ele retornou um Kickoff de 108 jardas para um touchdown.
Em 6 de dezembro de 2015, Johnson foi pela primeira vez titular depois que Chris Johnson sofreu uma lesão na tíbia no jogo anterior. Nesse jogo, ele teve 22 corridas para 99 jardas e duas recepções para 21 jardas e um touchdown em uma vitória de 27-3 sobre o St. Louis Rams.
Em 20 de dezembro de 2015, Johnson teve sua terceira partida consecutiva como titular e registrou 29 corridas para 187 jardas e três touchdowns, enquanto também registrava quatro recepções para 42 jardas em uma vitória por 40–17 sobre o Philadelphia Eagles na NBC Sunday Night Football.
Os Cardinals foram para os playoffs e ganharam uma folga na primeira rodada. No Divisional Round contra o Green Bay Packers, ele teve 35 jardas terrestre e 43 jardas recebidas na vitória de 26–20 na prorrogação. Em 24 de janeiro de 2016, Johnson correu 15 vezes para 60 e um touchdown, além de 9 recepções para 68 jardas contra o Carolina Panthers na derrota por 49-15 no NFC Championship Game.
Ele terminou a temporada tendo 125 corridas para 581 jardas e oito touchdowns e 36 recepções para 457 jardas e quatro touchdowns.

### Temporada de 2016
Johnson teve uma temporada estelar em 2016. Ele teve 15 jogos seguidos com pelo menos 100 jardas de scrimmage, igualando Barry Sanders do Detroit Lions em 1997 com a maior sequência em uma temporada da história da NFL.
Na abertura da temporada contra o New England Patriots, ele teve 89 jardas e um touchdown terrestre e 43 jardas recebidas. No jogo seguinte, contra o Tampa Bay Buccaneers, ele teve 45 jardas terrestre e três recepções para 98 jardas. No jogo seguinte, contra o Buffalo Bills, ele teve 83 jardas e dois touchdowns terrestre, além de três recepções para 28 jardas. Ele teve 124 jardas (83 terrestre e 41 recebidas) no jogo seguinte contra o Los Angeles Rams. Quatro dias depois, ele teve 157 jardas e dois touchdowns terrestre na vitória sobre o San Francisco 49ers. No jogo seguinte, contra o New York Jets, ele teve 111 jardas e três touchdowns terrestre. No próximo jogo, um empate por 6-6 com o Seattle Seahawks, ele teve 33 corridas para 113 jardas e oito recepções para 58 jardas no Sunday Night Football.
Ele foi nomeado o Jogador Ofensivo do Mês da NFC em outubro, depois de ter uma média de 145,2 jardas totais em cinco jogos, além de cinco touchdowns.
Em 13 de novembro, contra o San Francisco 49ers, ele teve 55 jardas e um touchdown terrestre e 46 jardas e um touchdown recebido. Em 20 de novembro, contra o Minnesota Vikings, ele teve 103 jardas e um touchdown terrestre e 57 jardas e um touchdown recebido. No jogo seguinte, contra o Atlanta Falcons, ele teve 58 jardas terrestres e oito recepções para 103 jardas e um touchdown.
Na semana 13, contra o Washington Redskins, Johnson registrou nove recepções para 91 jardas e um touchdown e correu 18 vezes para 91 jardas e um touchdown, ganhando o Prêmio de Jogador Ofensivo da Semana pela NFC.
Johnson terminou a temporada tendo realizado 293 corridas para 1.239 jardas com 16 touchdowns. Ele ficou em sétimo lugar na NFL em jardas terrestre e em segundo lugar na NFL em touchdowns terrestre. Ele também terminou a temporada com 80 recepções para 879 jardas e quatro touchdowns. Ele tinha o maior número de jardas recebidas entre os running backs e ficou em 38º entre todos os jogadores da NFL em jardas recebidas.
Ele foi nomeado para a Primeira-Equipe All-Pro e para o seu primeiro Pro Bowl. Ele também foi classificado em 12º lugar por seus colegas jogadores entre os 100 melhores jogadores da NFL de 2017.
Em 1 de janeiro de 2017, Johnson deixou o campo em um carrinho no primeiro quarto do último jogo da temporada contra o Los Angeles Rams com o joelho esquerdo machucado. A lesão parecia muito grave, mas acabou sendo apenas uma lesão no Ligamento Colateral Medial e não precisaria de cirurgia.

### Temporada de 2017
Em 10 de setembro de 2017, no jogo de abertura da temporada contra o Detroit Lions, Johnson machucou o pulso esquerdo durante uma jogada no terceiro quarto e saiu do jogo. Antes da lesão, Johnson havia registrado 11 corridas para 23 jardas e seis recepções para 67 jardas. Os Cardinals perderam o jogo por 23-35.
No dia seguinte, foi revelado que o pulso de Johnson estava deslocado, o que exigia cirurgia e 2 a 3 meses de recuperação. Ele foi colocado na lista de machucados em 12 de setembro de 2017. Em 22 de novembro, os Cardinals anunciaram que ele não voltaria para o resto da temporada de 2017.

### Temporada de 2018
Em 8 de setembro de 2018, Johnson assinou uma extensão de contrato de três anos e US $ 39 milhões com os Cardinals, com US $ 30 milhões garantidos.
Em sua primeira ação desde a lesão, ele registrou um touchdown terrestre e 67 jardas na derrota por 24-6 para o Washington Redskins. Em uma derrota na Semana 4 para o Seattle Seahawks, ele registrou 112 jardas de scrimmage (71 terrestre e 41 recebidas) e um touchdown terrestre. Em uma vitória na Semana 5 sobre o San Francisco 49ers, Johnson teve seu oitavo jogo na carreira com pelo menos dois touchdowns. No próximo jogo contra o Minnesota Vikings, ele marcou um touchdown pela quinta vez em quatro jogos. Na Semana 11, contra o Oakland Raiders, Johnson correu para 137 jardas e registrou uma recepção para 17 jardas, em uma derrota de 23–21.
Ele terminou a temporada com 940 jardas e sete touchdowns terrestres, além de 50 recepções para 446 jardas e três touchdowns.

### Temporada de 2019
Na Semana 1, contra o Detroit Lions, Johnson correu 18 vezes para 82 jardas e pegou 6 passes para 55 jardas e um touchdown no empate em 27-27.

## Estatísticas de carreira
| Temporada | Equipe            | Jogos | Correndo | Correndo | Correndo | Correndo | Recebendo | Recebendo | Recebendo | Recebendo | Fumbles | Fumbles  |
| Temporada | Equipe            | Jogos | Ten      | Jds      | Média    | TD       | Rec       | Jds       | Média     | TD        | Fumbles | Perdidos |
| --------- | ----------------- | ----- | -------- | -------- | -------- | -------- | --------- | --------- | --------- | --------- | ------- | -------- |
| 2015      | Arizona Cardinals | 16    | 125      | 581      | 4.6      | 8        | 36.       | 457       | 12,7      | 4         | 4       | 1        |
| 2016      | Arizona Cardinals | 16    | 293      | 1.239    | 4.2      | 16       | 80        | 879       | 11,0      | 4         | 5       | 3        |
| 2017      | Arizona Cardinals | 1     | 11       | 23       | 2.1      | 0 0      | 6         | 67        | 11,2      | 0 0       | 2       | 1        |
| 2018      | Arizona Cardinals | 16    | 258      | 940      | 3.6.     | 7        | 50.       | 446       | 8,9       | 3         | 3       | 2        |
| 2019      | Arizona Cardinals | 8     | 82       | 302      | 3.7      | 2        | 31        | 323       | 10,4      | 3         | 1       | 1        |
| Total     | Total             | 57    | 769      | 3.085    | 4.0      | 33       | 203       | 2.172     | 10,7      | 14        | 15      | 8        |

Fonte: